# Rheumaptera directaria
Rheumaptera directaria är en fjärilsart som beskrevs av Paul Mabille 1889. Rheumaptera directaria ingår i släktet Rheumaptera och familjen mätare. Inga underarter finns listade.